# Уокер-Питерс, Кайл
Кайл Уо́кер-Пи́терс (англ. Kyle Walker-Peters; 13 апреля 1997, Эдмонтон, Лондон, Англия) — английский футболист, выступающий на позиции крайнего защитника в клубе «Вест Хэм Юнайтед». Бывший игрок национальной сборной Англии. Племянник футболиста Фила Уокера.

## Клубная карьера
В клубную академию «Тоттенхэм Хотспур» Уокер-Питерс был зачислен в июле 2013 года. В своём первом сезоне в академии он сыграл 25 матчей. В сезоне 2014/15 Кайл ярко проявил себя в розыгрыше Молодёжного кубка Англии, в котором со своей командой дошёл до полуфинала, сыграв шесть матчей и забив два гола. После двух успешных сезонов в академии Уокер-Питерс отправился с первой командой «Тоттенхэма» в турне по Малайзии и Австралии, где впервые сыграл за основной состав.
В сезоне 2015/16 Кайл играл за команду игроков до 21 года и принял участие в 20 из 22 матчах своей команды. В декабре 2015 года он получил приз лучшему игроку месяца в своей возрастной категории. В том же месяце Уокер-Питерс заключил новый контракт с «Хотспур». В марте 2016 года он впервые попал в заявку первой команды на матч Премьер-лиги с «Борнмутом», но провёл его на скамейке запасных. В сезоне 2016/17 Кайл продолжал играть за молодёжный состав клуба, при этом регулярно привлекался к тренировкам с игроками первой команды и дважды попадал в заявку на матчи Кубка Англии.
Первый официальный матч за клуб он сыграл в Премьер-лиге 13 августа 2017 года в гостевом матче против «Ньюкасл Юнайтед», закончившимся для «шпор» победой со счётом 2:0. В том же сезоне в заключительном туре Премьер-лиги против «Лестер Сити» (5:4) 13 мая 2018 года Кайл отдал две голевые передачи.
Первым матчем в сезоне 2018/19 для него стал выход на замену против «Лестер Сити» 8 декабря. 26 декабря в разгромной победе дома (5:0) против «Борнмута» 21-летний Кайл оформил три голевые передачи в первом тайме. Он стал самым молодым автором трёх голевых передач в одном матче Премьер-лиги со времён Джермейна Пеннанта (2003).
11 августа 2020 года Кайл перешел в «Саутгемптон», подписав пятилетний контракт.

## Карьера в сборной
С 2014 по 2016 год Кайл представлял Англию на юношеском уровне и провёл за неё в общей сложности семнадцать встреч. В 2017 году он был включён в состав «молодёжки» на молодёжный чемпионат мира. На турнире защитник начинал резервистом и сыграл только одну группового этапа. Все игры плей-офф он провёл в стартовом составе, а англичане в итоге выиграли этот турнир.
26 марта 2022 года дебютировал за сборную Англии в товарищеском матче против сборной Швейцарии.

## Статистика выступлений

### Клубная
| Выступление       | Выступление      | Выступление      | Лига | Лига | Кубок | Кубок | Кубок лиги | Кубок лиги | Еврокубки | Еврокубки | Прочие | Прочие | Итого | Итого |
| Клуб              | Лига             | Сезон            | Игры | Голы | Игры  | Голы  | Игры       | Голы       | Игры      | Голы      | Игры   | Голы   | Игры  | Голы  |
| ----------------- | ---------------- | ---------------- | ---- | ---- | ----- | ----- | ---------- | ---------- | --------- | --------- | ------ | ------ | ----- | ----- |
| Тоттенхэм Хотспур | Премьер-лига     | 2017/18          | 3    | 0    | 4     | 1     | 1          | 0          | 1         | 0         | —      | —      | 9     | 1     |
| Тоттенхэм Хотспур | Премьер-лига     | 2018/19          | 6    | 0    | 2     | 0     | 1          | 0          | 1         | 0         | —      | —      | 10    | 0     |
| Тоттенхэм Хотспур | Премьер-лига     | 2019/20          | 3    | 0    | 0     | 0     | 1          | 0          | 1         | 0         | —      | —      | 5     | 0     |
| Тоттенхэм Хотспур | Итого            | Итого            | 12   | 0    | 6     | 1     | 3          | 0          | 3         | 0         | 0      | 0      | 24    | 1     |
| → Саутгемптон     | Премьер-лига     | 2019/20          | 10   | 0    | 0     | 0     | 0          | 0          | —         | —         | —      | —      | 10    | 0     |
| → Саутгемптон     | Итого            | Итого            | 10   | 0    | 0     | 0     | 0          | 0          | 0         | 0         | 0      | 0      | 10    | 0     |
| Саутгемптон       | Премьер-лига     | 2020/21          | 30   | 0    | 4     | 0     | 1          | 0          | —         | —         | —      | —      | 35    | 0     |
| Саутгемптон       | Премьер-лига     | 2021/22          | 32   | 1    | 3     | 1     | 2          | 1          | —         | —         | —      | —      | 37    | 3     |
| Саутгемптон       | Премьер-лига     | 2022/23          | 31   | 1    | 3     | 0     | 4          | 0          | —         | —         | —      | —      | 38    | 1     |
| Саутгемптон       | Чемпионшип       | 2023/24          | 43   | 2    | 1     | 0     | 0          | 0          | —         | —         | 3      | 0      | 47    | 2     |
| Саутгемптон       | Премьер-лига     | 2024/25          | 33   | 0    | 2     | 0     | 0          | 0          | —         | —         | —      | —      | 35    | 0     |
| Саутгемптон       | Итого            | Итого            | 169  | 4    | 13    | 1     | 7          | 1          | 0         | 0         | 3      | 0      | 192   | 6     |
| Всего за карьеру  | Всего за карьеру | Всего за карьеру | 191  | 4    | 19    | 2     | 10         | 1          | 3         | 0         | 3      | 0      | 226   | 7     |

### Международная
| Сборная          | Сезон            | Товарищеские | Товарищеские | Официальные | Официальные | Итого | Итого |
| Сборная          | Сезон            | Игры         | Голы         | Игры        | Голы        | Игры  | Голы  |
| ---------------- | ---------------- | ------------ | ------------ | ----------- | ----------- | ----- | ----- |
| Англия           |                  |              |              |             |             |       |       |
| 2022             | 2                | 0            | 0            | 0           | 2           | 0     |       |
| Всего за карьеру | Всего за карьеру | 2            | 0            | 0           | 0           | 2     | 0     |

### Матчи за сборную
| № | Дата          | Оппонент    | Счёт | Голы | Карточки | Минуты | Соревнование      |
| - | ------------- | ----------- | ---- | ---- | -------- | ------ | ----------------- |
| 1 | 26 марта 2022 | Швейцария   | 2:1  | —    | —        | 62'    | Товарищеский матч |
| 2 | 29 марта 2022 | Кот-д’Ивуар | 3:0  | —    | —        | 45'    | Товарищеский матч |

Итого: 2 матча / 0 голов; 2 победы, 0 ничьих, 0 поражений.

## Достижения

### Командные
Сборная Англии (до 20 лет)
- Чемпион мира среди игроков до 20 лет: 2017

«Тоттенхэм Хотспур»
- Финалист Лиги чемпионов: 2018/19

«Саутгемптон»
- Победитель плей-офф Чемпионшипа Английской футбольной лиги: 2023/24